# Igor Reitzman
 (mai 2009).
Si vous disposez d'ouvrages ou d'articles de référence ou si vous connaissez des sites web de qualité traitant du thème abordé ici, merci de compléter l'article en donnant les références utiles à sa vérifiabilité et en les liant à la section « Notes et références ».
Igor Reitzman, né le 5 juin 1931 à Paris et mort le 25 mai 2025 à Montgeron, est un psychosociologue.
Il appartient au courant de la psychologie humaniste qui s'est développée après la seconde guerre mondiale autour de personnes comme Carl Rogers et Abraham Maslow. Il a partagé sa vie professionnelle entre l'enseignement, la formation à la relation et la psychothérapie
Surtout connu par sa mise cause du concept de violence et ses travaux sur la doxométrie des groupes restreints, il s'est aussi intéressé à d'autres sujets, en particulier la soumission, l'inhibition, l'analyse émotionnelle de groupe, le complexe d'Œdipe, la genèse et la gestion de la destructivité, le racisme et l'antisémitisme, la formation d'une société génocidaire, la démocratie, la violence de l'école, l'esprit critique.

## Parcours
La mort de son père à Auschwitz jouera un rôle important dans l'intérêt croissant qu'il portera aux problèmes de la violence et de la soumission.
D'abord professeur de lettres traditionnel, il enseigne ensuite différentes matières comme l'histoire, la communication, la psychopédagogie, la statistique et l'économie. Donnant de plus en plus la priorité à la relation humaine plutôt qu'au savoir, Igor Reitzman s'oriente vers la sociologie et la psychologie. Dans un Colloque à Royaumont, en 1964, il découvre les courants de l'orientation non-directive et de la pédagogie institutionnelle. Depuis, sa vie professionnelle se partage entre la formation, la psychothérapie et la recherche en psychosociologie.
Comme formateur, il a animé pendant plus de 20 ans des stages sur l'écoute et sur la violence. Praticien de l'analyse émotionnelle, il participa au début des années 1980, à la direction de l'Association Française de Psychologie Humaniste, puis à la direction du Syndicat National des Praticiens en Psychothérapie.
En 2002, il publie aux les Éditions Dissonances, son premier livre, Longuement subir puis détruire dans lequel il met en cause le concept de violence dont il dénonce la dérive métonymique. Il propose la création d'un concept nouveau, la violance, qui reprendrait, en l'enrichissant, la signification originelle de son homonyme qui subsiste encore dans l'expression « faire violence ».

## Influences
Parmi les auteurs qui ont compté dans l'élaboration de sa pensée on peut citer Carl Rogers, Alice Miller, Morton Schatzman, Stanley Milgram, Pierre Bourdieu, Jean-Claude Passeron, Michel Lobrot, Jacob Moreno, Michel Foucault et Douglas McGregor.

## Violence et violance
Pour cet auteur, le concept de violence n'est pas un concept heuristique car il noie dans le même terme deux aspects : le but (imposer à l'autre sa volonté) et le moyen (en brutalisant).

### Typologie en fonction du projet
Igor Reitzman propose de remplacer violence – chaque fois qu'il est possible – par deux autres termes :
- Les violances (avec un a)

Ce sont des conduites qui ont pour projet (conscient ou non) de forcer, contraindre, mais aussi emprisonner, annexer, confisquer, chosifier, instrumentaliser, programmer, rendre dépendant, prendre emprise, faire pression, etc.
Exemples : viol, bizutage, harcèlement sexuel, publicité, rituels de repérage, propagande, délocalisation…
- Les agressions

Ce sont des actions qui ont pour projet (conscient ou non) d'égratigner, de blesser ou de détruire totalement l'autre (réellement ou symboliquement).

### Typologie en fonction de la gravité
Mais il est gênant de mettre sous le même terme le meurtre et la remarque légèrement blessante ou l'esclavage et la confiscation de votre oreille pendant 10 minutes. C'est pourquoi, Igor Reitzman propose de compléter cette typologie par une seconde  qui prend en compte la gravité. Il y aurait donc par exemple : agressions majeures, lourdes, mineures et micro-agressions ; violances majeures, lourdes, mineures et micro-violances…
En ce qui concerne les violances, Igor Reitzman. propose de déterminer leur niveau de gravité par la prise en compte de trois critères : l'enjeu, le temps et le couple pression/résistance.